# كانر داقلي
كاتب إسلامي أمريكي و أستاذ مشارك للدراسات الدينية في كلية الصليب المقدس، ومتخصص بالتصوف والفلسفة الإسلامية وحوار الأديان، و الدراسات القرآنية.

## كتبه
- فصوص الحِكَم the ringstones of wisdom (ترجمة أنجليزية وحاشية لكتاب فصوص الحكم لابن عربي)
- ابن عربي والثقافة الفكرية الإسلامية Ibn Arabi and Islamic Intellectual Culture
- اشترك في تأليف كتاب قرآن الدراسة